# Keule (gruppo musicale)
I Keule sono un duo musicale tedesco, composto da Sera Finale e Claus Capek, nato nel 2010 a Berlino.

## Storia
Claus Capek ha fatto parte della Band ohne Namen dal 1995 al 2003. Successivamente ha lavorato come produttore musicale e gestisce con MCR la sua etichetta discografica. Sera Finale fu per diversi anni un rapper. Nell'estate del 2010 i due fondarono il duo Keule e pubblicarono poco dopo tempo il loro Download-EP ch hab dich gestern Nacht auf Youporn gesehen.
Il 15 Luglio 2011 esce il loro primo album Schnauze e il singolo Hallo Jesus, che divenne la prima canzone con un video 3D in Europa.
Il gruppo ha rappresentato Brandeburgo al Bundesvision Song Contest 2013 con la canzone Ja genau, classificandosi al 4º posto con 94 punti. la canzone fu anche il loro miglior successo, arrivando al 55º posto delle classifiche tedesche. nello stesso anno esce il secondo album Dick sein ist fett che raggiunge il 73º posto nelle classifiche tedesche

## Accoglienza
Alcune riviste hanno commentato il primo album del duo:
rap.de cita il "fattore di spazzatura costantemente elevato" dell'album e scrive: "Sempre un po' sfacciato, sempre un po' ironico, sempre sputato, ma mai dannoso. [...] In generale, "Schnauze" è in gran un ambiente di successo dello stile di vita di Berlino, cioè da qualche parte tra serate aperte in pub d'angolo e cumuli di cani sul ciglio della strada."
intro, invece, definisce l'album "totalmente stupido"

## Discografia

### Album
- 2011: Schnauze
- 2013: Dick sein ist fett

### Singoli ed EP
- 2010: Ich hab dich gestern Nacht auf Youporn gesehen (Download-EP)
- 2011: Hallo Jesus
- 2013: Ja genau
- 2013: Ja genau Weihnachts-EP